# 히메컷

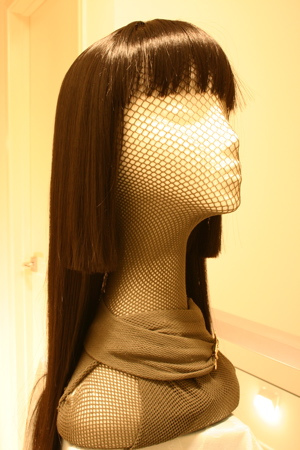

히메컷(일본어: 姫カット)/공주머리는 앞머리를 일자로 자르고 앞머리로 연결되는 옆머리를 턱의 길이까지 자른 헤어스타일이다. 일반적으로 히메(市松)라는 인형이나, 헤이안 시대 등 옛날 일본에 어린아이들이 했던 머리, 동양인 일본의 옛날 머리스타일이기 때문에 주로 흑발이 많다.

## 이 머리를 한 캐릭터들
일본
- 짱구는 못말려 <수지>
- 카케구루이 <쟈바미 유메코>
- 프리파라 <호조 소피>

미국
- 레고 닌자고 <하루미>

## 같이 보기
- 단발
- 장발
- 머리 모양